# University College Dublin AFC
University College Dublin Association Football Club je irský fotbalový klub z města Dublin. Klub hraje 1. irskou fotbalovou ligu. Klub byl založen roku 1895. Domácím stadionem je UCD Bowl s kapacitou 3 000 míst.